# Jaime Sabines
Jaime Sabines Gutiérrez (Tuxtla Gutiérrez, Chiapas, 25 de marzo de 1926-Ciudad de México; 19 de marzo de 1999) fue un poeta y político mexicano, reconocido como uno de los grandes poetas mexicanos del siglo XX.

## Biografía
Su padre, Julio Sabines, de origen libanés, emigró con su familia a Cuba y en 1914 se radicó en México, donde participó en la Revolución. En Chiapas conoció a Luz Gutiérrez Moguel, nieta de Joaquín Miguel Gutiérrez, militar y gobernador del estado en cuyo honor la capital estatal, Tuxtla Gutiérrez, lleva su apellido. Tuvieron tres hijos: Juan, Jorge y Jaime.
Julio Sabines, fomentó en su hijo el gusto por la literatura. El mismo Sabines habla de él como una de las razones por las cuales se dedicó a escribir poesía. En el poema Algo sobre la muerte del mayor Sabines -mismo que el poeta reconocía como su mejor creación- Sabines nos habla de la muerte de su padre, pero más que eso, también de la importancia que tuvo este en su vida.
En 1945 viajó a la Ciudad de México para comenzar sus estudios como médico en la Escuela Nacional de Medicina. Mientras estudiaba, se dio cuenta de que la carrera de medicina no era para él; poco después comenzó su carrera como escritor. Regresó a Chiapas por una corta temporada y estuvo trabajando en la tienda de telas El Modelo, propiedad de su hermano Juan, en donde escribió su célebre poemario Tarumba.
En 1953 se casó con Josefa «Chepita» Rodríguez Zebadúa, con quien tuvo cuatro hijos: Julio, Julieta, Judith y Jazmín. En este mismo año, trabajando durante el día como vendedor de tela, escribía poesía. Un hombre sencillo, vivía como la gente común, inserto en la cotidianidad urbana:

Me sentía humillado y ofendido por la vida; ¿cómo era posible que estuviese en aquella actividad, la más antipoética del mundo? Después de dos o tres años comencé a ser humilde, a decirme: 'que se vaya al carajo el poeta'.

Su padre murió el 30 de octubre de 1961 y, tan sólo cinco años después, en 1966, murió su madre. El duelo ante la muerte de la madre, de nuevo, aparece en su escritura en su poema Doña Luz.
Con el tiempo, obtuvo reconocimiento entre sus contemporáneos y sus lectores. Fue becario del Centro Mexicano de Escritores, de 1964 a 1965 y obtuvo el Premio Chiapas, otorgado por El Ateneo de Ciencias y Artes de Chiapas, en 1959. En 1972, recibió el Xavier Villaurrutia; el Elías Sourasky en 1982; el Premio Nacional de Ciencias y Artes Lingüísticas y Literatura en 1983; la presea Ciudad de México en 1991, la medalla Belisario Domínguez en 1994, y en 1996, le otorgaron el Premio Mazatlán de Literatura.
Fue un poeta reconocido y querido por sus lectores y laureado por los críticos y estudiosos de las letras. Del 28 de junio al 1 de agosto de 1986 se realizaron varios eventos en su honor. En 1991, se celebró el Encuentro de Poesía Jaime Sabines, y cuando el poeta cumplió los 70 años, el gobierno del Distrito Federal organizó un homenaje. Falleció el 19 de marzo de 1999 en la Ciudad de México, tras varios años de enfermedades, a la edad de 72 años.

### El poeta
Sus primeros pasos por la poesía fueron Introspección, A mi madre, Siento que te pierdo y Primaveral, los anteriores fueron publicados en el periódico El Estudiante, una publicación de las sociedades estudiantiles de la Escuela Normal Superior y de la Preparatoria de Tuxtla Gutiérrez.
En 1949 regresa a la Ciudad de  México para ingresar a la licenciatura en «Lengua y literatura española» en la Facultad de Filosofía y Letras de la Universidad Nacional Autónoma de México. Fue alumno de María Magdalena Hernández Pereira, Agustín Yáñez, José Gaos y Eduardo Nicol. Entre sus compañeros de clase, destacan los nombres de Emilio Carballido, Sergio Magaña, Sergio Galindo, Rosario Castellanos y Ramón Xirau. La generación de Jaime Sabines -poetas, novelistas, dramaturgos, se reunía en un taller literario con Efrén Hernández, de quien  Sabines comentó:

Convivir con ellos y el estudio de la carrera me hizo poeta en el sentido técnico [...]. Me di cuenta de que tenía que evolucionar, aprender cosas nuevas para no quedarme atrás.

Entre sus influencias literarias se cuentan Ramón López Velarde, Rafael Alberti, Aldous Huxley, James Joyce, y en mayor medida Pablo Neruda.

—¿Se daba cuenta de las influencias que se apoderaban de su escritura o no las percibía?

—¡Claro que me daba cuenta de que esos poemas no eran míos! Son obras de García Lorca o son obras de Neruda, me decía a mí mismo. Pero poco a poco empecé a escribir cosas diferentes... fui notando que ya era una voz propia que se iba abriendo paso entre tantas influencias.
(Ana Cruz, «La poesía es un destino»)

En 1949 publicó Horal, su primer poemario. Carlos Pellicer le ofreció prologar la edición, pero Sabines rechazó la oferta pues deseaba que su obra se afirmara en méritos propios, y no en prestigios ajenos.
En 1951 es publicado su libro titulado La señal. En 1952 regresa a Chiapas debido a que su padre sufre un accidente, por lo tanto no puede terminar su carrera. Sin embargo, en 1952 aparece su libro Adán y Eva, su primera incursión en la poesía en prosa, del que afirmó:

Yo quería hacer una poesía lo más independiente de las palabras, que resistiera cualquier traducción y es a través de la prosa, -cuyo ritmo es el que más se acerca al de la sangre- donde se consigue mejor.

En 1954 se publicó uno de sus libros, quizá el menos entendido en su país y el más apreciado fuera de él, Tarumba.
En 1959 se muda a México  nuevamente para ayudar a establecer un negocio familiar, la fabricación de alimentos para animales, junto con su hermano Juan y al mismo tiempo continúa escribiendo.
En 1965, la compañía discográfica Voz Viva de México, grabó un disco con algunos poemas de Sabines con la propia voz del autor.
Sabines sufrió un accidente al caer por una escalera en el que se fracturó una pierna y la cadera, quedando con secuelas de por vida. Después de siete años de vivir en Tuxtla, regresa a la Ciudad de México en donde escribe Diario Semanario. En 1966 muere su madre, Doña Luz Gutiérrez, y en 1967 se publica la primera edición de Yuria.
En 1983 publica "Los amorosos: Cartas a Chepita" es quizá su poema más conocido. Es el que más éxito ha tenido y es el que más gente conoce. La mayor parte de sus poemas terminaban en una cuartilla, en una hoja de libreta, porque son breves; en algunos como "Los amorosos", donde tenía muchas cosas que decir; salió de la misma manera que todos sus poemas: de un golpe todo y con una que otra pequeña corrección.
Jaime Sabines era conocido como «El francotirador de la literatura» por pertenecer a un grupo que transformaba la literatura en realidad. Sus escritos se basaron en su presencia en diversos lugares cotidianos como la calle, hospitales, patios etcétera. Sus obras fueron traducidas a varios idiomas. Octavio Paz, calificó a Sabines como uno de los mejores poetas contemporáneos de nuestra lengua, y agregó: "Su humor es un chaparrón de bofetadas, su risa culmina en un aullido, su cólera es acelerada y su ternura colérica. Pasa del jardín de la infancia a la sala de operaciones. Para Sabines, todos los días son el primero y el último día del mundo".

### El político
Fue diputado federal por el I Distrito Electoral Federal de Chiapas a la L Legislatura de 1976 a 1979, por el Partido Revolucionario Institucional, y diputado por el mismo partido en el Congreso de la Unión en 1988 por el Distrito Federal. En los noventa, condenó la sublevación zapatista y el círculo intelectual de la época lo reprobó hasta poco antes de su muerte.
En ocasión de su fallecimiento, el entonces presidente de México, Ernesto Zedillo, lo calificó como uno de los más importantes poetas del país en el siglo XX.
En uno de sus poemas, Sabines transmitió la impresión que sobre su propia actividad política tenía:
Estoy metido en política otra vez.

Sé que no sirvo para nada, pero me utilizan

Y me exhiben

«Poeta, de la familia mariposa-circense,

atravesado por un alfiler, vitrina 5».

(Voy, con ustedes, a verme)
 

## Obra poética publicada
- Horal (1950)
- La señal (1950)
- Adán y Eva (1952)
- Tarumba (1956)
- Diario semanario y poemas en prosa (1961)
- Poemas sueltos (1951-1961)
- Yuria (1967)
- Tlatelolco (1968)
- Maltiempo (1972)
- Algo sobre la muerte del mayor Sabines (1973)
- Otros poemas sueltos (1973-1994)
- Espero curarme de ti (1975)
- Nuevo recuento de poemas (1977)
- No es que muera de amor (1981)
- Los amorosos: cartas a Chepita (1983)
- La luna (1988)
- Después de todo
- Me gustó que lloraras
- Para amarte a ti
- Tu nombre
- Con la flor del domingo

## Premios recibidos
- 1959 Premio Chiapas, El Ateneo de Ciencias y Artes de Chiapas.
- 1964 Beca del Centro Mexicano de Escritores
- 1973 Premio Xavier Villaurrutia por Maltiempo.[10]
- 1982 Premio Elías Sourasky en Letras.
- 1983 Premio Nacional de Ciencias y Artes en el área de Lingüística y Literatura.[11]
- 1986 Premio Juchimán de Plata
- 1991 Presea de la Ciudad de México
- 1994 Medalla Belisario Domínguez
- 1996 Premio Mazatlán de Literatura con Pieces of shadow